# سارا راسموسن
سارا راسموسن (بالنرويجية: Sara Azmeh Rasmussen)‏ (و. 1973  م) هي صحفية نرويجية، ولدت في دمشق.

## جوائز
حصلت على جوائز منها:
- جائزة فريت أورد [الإنجليزية]‏ (2012).